# Microrasbora rubescens
Microrasbora rubescens är en fiskart som beskrevs av Annandale, 1918. Microrasbora rubescens ingår i släktet Microrasbora och familjen karpfiskar. IUCN kategoriserar arten globalt som starkt hotad. Inga underarter finns listade i Catalogue of Life.